# Kaijaluoto (ö i Södra Karelen)
Kaijaluoto är en ö i Finland. Den ligger i sjön Saimen och i kommunen Villmanstrand i den ekonomiska regionen  Villmanstrands ekonomiska region  och landskapet Södra Karelen, i den södra delen av landet, 200 km nordost om huvudstaden Helsingfors. Öns area är omkring 220 kvadratmeter och dess största längd är 30 meter i nord-sydlig riktning.